# Khentkaus (filla d'Unas)
Khentkaus (Ḫntkȝw.s, "La que és davant del seu Ka") va ser una princesa egípcia de la dinastia V. Era filla filla del rei Unas. Hauria estat també la germana de la princesa Iput que es va casar amb Teti II, successor d'Unas.

## Interpretació
Khentkaus era filla d'Unas, darrer faraó de la dinastia V. Unas va tenir dues consorts reias, Nebet i Khenut; es desconeix quina de les dues va ser realment la seva mare.
Una princesa reial amb el mateix nom que Khentkaus es va casar amb Senedjemib Mehi, el djati d'Unas; aquesta princesa portava els títols de "Filla del Rei de la seva carn" i de "Sacerdotessa d'Hathor, dama del Sicòmor". És molt possible que aquesta princesa sigui la Khentkaus filla d'Unas.

## Tomba
Khentkaus va ser enterrada en una mastaba a l'oest de la piràmide d'Unas a Saqqara. Una mòmia masculina, presumiblement la del seu marit, es va trobar a la cambra del sarcòfag. La tomba tenia una sorpresa per als excavadors, ja que mentre que les inscripcions es referien a Ḫntkȝw.s, sarcòfag inclòs, és el cadàver d'un home que hi va ser descobert, amb el seu aixovar d'armes (arcs, fletxes, etc), en una cambra funerària intacta. A la sala del sacrifici s'hi van descobrir una porta falsa i restes de pintura mural.